# Huddersfield Town A.F.C.
Huddersfield Town Association Football Club là một câu lạc bộ bóng đá chuyên nghiệp có trụ sở tại thị trấn Huddersfield, West Yorkshire, Anh. Câu lạc bộ thi đấu tại EFL Championship mùa giải 2019-20, sau phải xuống hạng từ Giải bóng đá Ngoại hạng Anh 2018–19.
Năm 1926, Huddersfield trở thành câu lạc bộ Anh đầu tiên ba lần liên tiếp vô địch quốc gia, thành tích mà chỉ có ba câu lạc bộ khác đạt được Hai chức vô địch đầu tiên là dưới thời huấn luyện viên Herbert Chapman, người cũng đưa câu lạc bộ vô địch FA Cup năm 1922. Cuối những năm 50 câu lạc bộ được dẫn dắt bởi Bill Shankly với những Denis Law và Ray Wilson trong đội hình. Sau hai mùa tại giải vô địch quốc gia đầu những năm 1970, câu lạc bộ có 45 năm tại các giải hạng hai, ba và bốn của Anh trước khi giành quyền lên Premier League năm 2017 dưới thời David Wagner.
The Terriers là biệt danh của câu lạc bộ, họ thi đấu trong trang phục trắng sọc xanh và quần trắng. Họ thi đấu trên sân nhà sân vận động Kirklees từ 1994 thay cho Leeds Road, sân nhà của Huddersfield Town từ 1908.

## Danh sách cầu thủ

### Đội hình chính
Tính đến 19 tháng 12 năm 2020
Ghi chú: Quốc kỳ chỉ đội tuyển quốc gia được xác định rõ trong điều lệ tư cách FIFA. Các cầu thủ có thể giữ hơn một quốc tịch ngoài FIFA.
| Số | VT | Quốc gia    | Cầu thủ                     |
| -- | -- | ----------- | --------------------------- |
| 1  | TM | Anh         | Ben Hamer                   |
| 2  | HV | Tây Ban Nha | Pipa                        |
| 3  | HV | Anh         | Harry Toffolo               |
| 4  | HV | Anh         | Tommy Elphick               |
| 5  | TV | Tây Ban Nha | Álex Vallejo                |
| 6  | TV | Anh         | Jonathan Hogg               |
| 7  | TV | Curaçao     | Juninho Bacuna              |
| 8  | TV | Anh         | Lewis O'Brien               |
| 10 | TV | Anh         | Alex Pritchard              |
| 11 | TV | Pháp        | Adama Diakhaby              |
| 12 | HV | Anh         | Richard Stearman            |
| 14 | TV | Hà Lan      | Carel Eiting (mượn từ Ajax) |
| 17 | HV | Anh         | Demeaco Duhaney             |

| Số | VT | Quốc gia         | Cầu thủ                                  |
| -- | -- | ---------------- | ---------------------------------------- |
| 18 | TV | Bỉ               | Isaac Mbenza                             |
| 19 | TV | Anh              | Josh Koroma                              |
| 22 | TĐ | Anh              | Fraizer Campbell                         |
| 23 | HV | Sénégal          | Naby Sarr                                |
| 25 | TV | Anh              | Danny Ward                               |
| 26 | HV | Đức              | Christopher Schindler (đội trưởng)       |
| 27 | HV | Anh              | Romoney Crichlow                         |
| 28 | HV | Anh              | Jaden Brown                              |
| 31 | TM | Anh              | Ryan Schofield                           |
| 34 | TV | Anh              | Matty Daly                               |
| 35 | HV | Anh              | Rarmani Edmonds-Green                    |
| 44 | TM | Bồ Đào Nha       | Joel Pereira (mượn từ Manchester United) |
| —  | TV | Cộng hòa Ireland | Daniel Grant                             |

### Cầu thủ đang cho mượn
Ghi chú: Quốc kỳ chỉ đội tuyển quốc gia được xác định rõ trong điều lệ tư cách FIFA. Các cầu thủ có thể giữ hơn một quốc tịch ngoài FIFA.
| Số | VT | Quốc gia | Cầu thủ                                                       |
| -- | -- | -------- | ------------------------------------------------------------- |
| 33 | TV | Anh      | Josh Austerfield (tại Hyde United đến 11 tháng 1 năm 2021)    |
| 37 | HV | Anh      | Mustapha Olagunju (tại Welling United đến 3 tháng 1 năm 2021) |
| 38 | HV | Anh      | Jaheim Headley (tại Welling United đến 11 tháng 1 năm 2021)   |
| 39 | TĐ | Anh      | Micah Obiero (tại Carlisle United đến 1 tháng 1 năm 2021)     |

| Số | VT | Quốc gia | Cầu thủ                                                       |
| -- | -- | -------- | ------------------------------------------------------------- |
| –  | TV | Anh      | Reece Brown (tại Peterborough United đến 30 tháng 6 năm 2021) |
| –  | TV | Anh      | Scott High (tại Shrewsbury Town đến 30 tháng 6 năm 2021)      |
| –  | TV | Anh      | Will McCamley (tại South Shields đến 1 tháng 1 năm 2021)      |

## Liên kết
- Website chính thức
- Supporters Trust
- HTAFC Patrons
- Huddersfield Town Blog Lưu trữ ngày 7 tháng 3 năm 2017 tại Wayback Machine